# Mylène Dinh-Robic

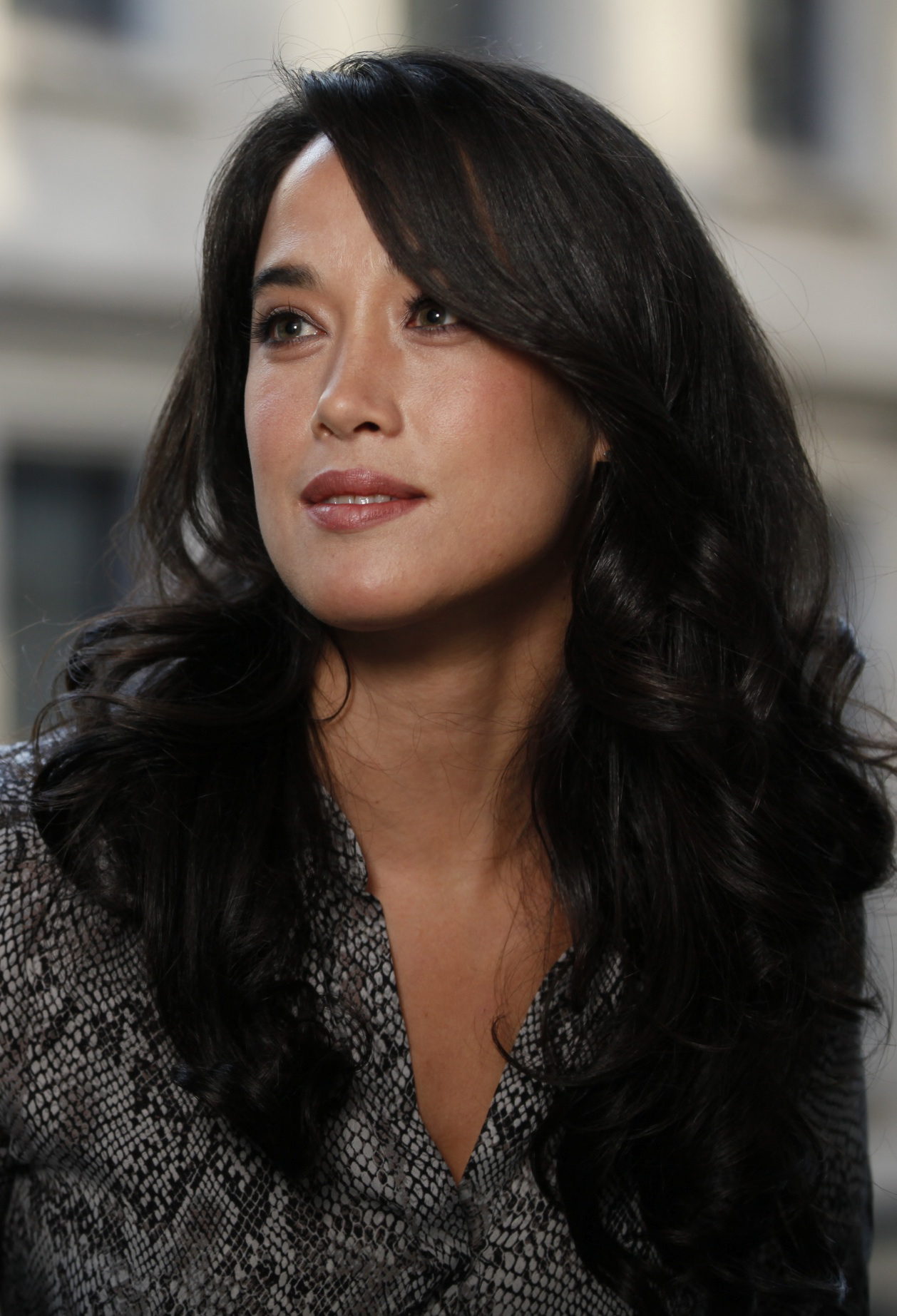
Mylène Dinh-Robic 2012

Mylène Dinh-Robic (* 17. April 1979 in Montreal) ist eine kanadische Schauspielerin.

## Leben
Mylène Dinh-Robic wurde in Montreal, Kanada, geboren und spricht Englisch sowie Französisch und Spanisch. Ihre Mutter ist Vietnamesin. Sie hat auch einen kleineren Bruder. Mit 13 Jahren stand sie das erste Mal für ein Theaterstück in der Highschool auf der Bühne.

### Karriere
Sie begann ihre Karriere auf der Bühne in Stücken wie Pygmalion, Lady Windermere’s Fan und Noises Off. Ihr Fernsehdebüt hatte sie im Jahr 2003 mit einer Gastrolle in Da Vinci’s Inquest. Mit ihrer Rolle in The Listener – Hellhörig erlangte sie größere Bekanntheit. Von 2014 bis 2017 spielte sie die Rolle der Beatrice Hamelin in der anglokanadischen Version der Serie 19-2.

## Filmografie (Auswahl)
Spielfilme
- 2005: Murder Unveiled
- 2006: Mind Games
- 2006: Mount Pleasant
- 2006: L’oiseau mort
- 2006: Four Extraordinary Women
- 2007: Judicial Indiscretion
- 2008: The Unquiet
- 2008: The Quality of Life
- 2009: Helen
- 2013: Exploding Sun – Wenn die Sonne explodiert (Exploding Sun, Fernsehzweiteiler)
- 2018: Sleeper

Fernsehserien
- 2003: Da Vinci’s Inquest
- 2005: Tru Calling
- 2005: Young Blades
- 2006: Killer Instinct
- 2005–2006: Da Vinci’s City Hall
- 2006: Battlestar Galactica
- 2007: Smallville
- 2008: Stargate Atlantis
- 2009–2012: The Listener – Hellhörig (The Listener)
- 2012: Republic of Doyle – Einsatz für zwei (Republic of Doyle)
- 2014–2017: 19-2